# Vaasselijärvi
Vaasselijärvi är en sjö i Finland. Den ligger i kommunen Enare i landskapet Lappland, i den norra delen av landet, 1 000 km norr om huvudstaden Helsingfors. Vaasselijärvi ligger 130,3 meter över havet. Arean är 2,62 kvadratkilometer och strandlinjen är 19,68 kilometer lång. Sjön  ingår i Neidenälvens huvudavrinningsområde.   Den sträcker sig 4,6 kilometer i nord-sydlig riktning, och 2,2 kilometer i öst-västlig riktning.